# Valira
Der Riu Valira, teilweise auch gelistet als Gran Valira, ist ein ca. 44 Kilometer langer Fluss in Andorra, der in Nord-Süd-Richtung nach Katalonien (Spanien) abfließt.

## Verlauf

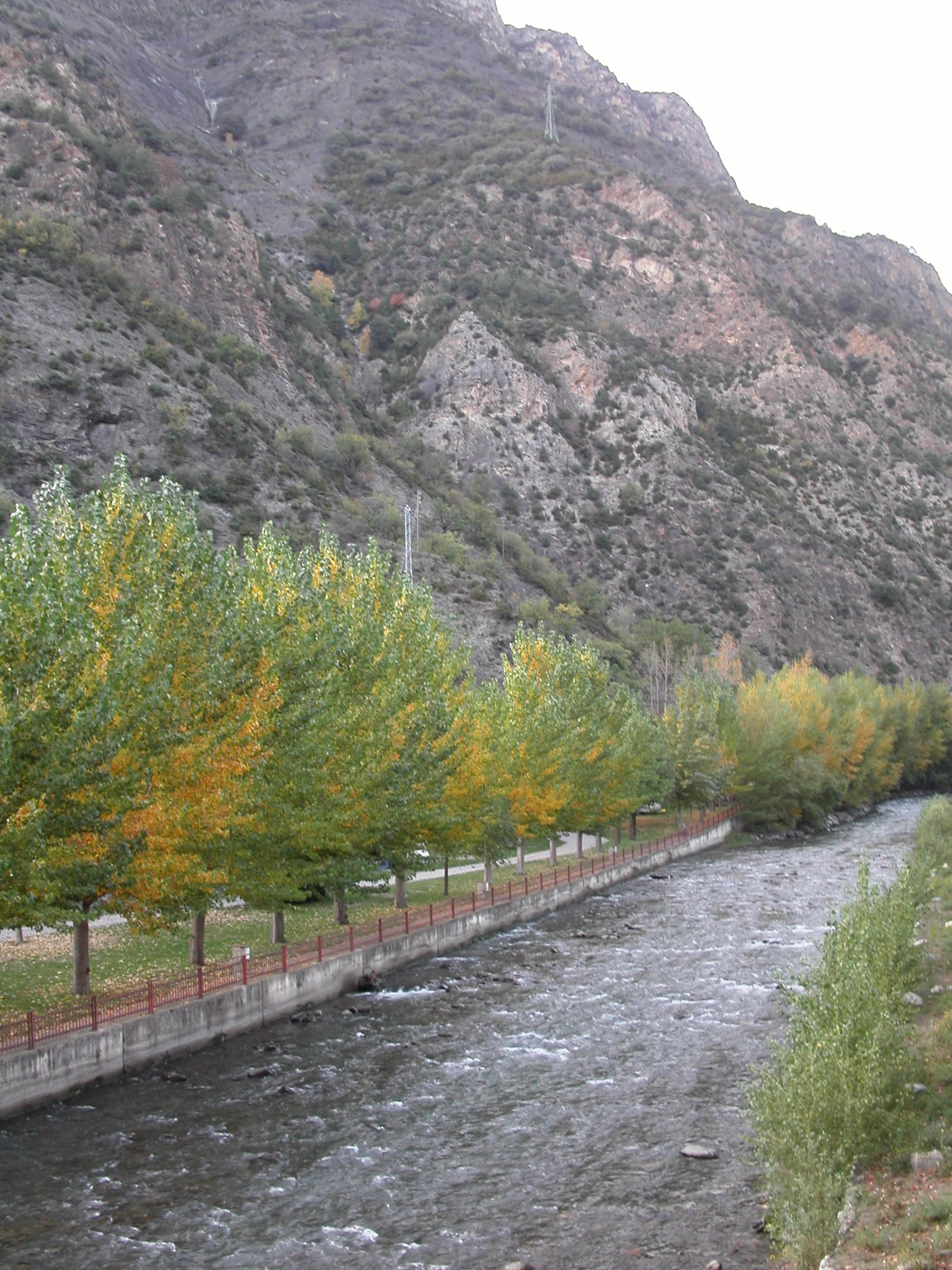
Riu Valira bei Sant Julià de Lòria in Andorra

Der Riu Valira entspringt im andorranischen Circ dels Pessons, nahe Encamp, und fließt in Form eines „Y“. Die beiden Hauptarme werden Valira d’Ordino (auch Valira del Nord) und Valira d’Encamp (auch Valira d’Orient) genannt. Sie vereinigen sich in Escaldes-Engordany, von wo aus der Valira durch das benachbarte Andorra la Vella und dann entlang der Hauptverbindungsstraße von Andorra, der Carretera general 1, in Richtung Spanien führt. Jenseits der Grenze mündet er in Katalonien bei La Seu d’Urgell in den Segre. Sein Wasser fließt später über den Ebro in das Mittelmeer.

## Orte und Gemeinden am Fluss
- Santa Coloma
- La Margineda
- Aixovall
- Sant Julià de Lòria
- La Farga de Moles (E)
- Les Valls de Valira (E)
- Serrat de la Capella (E)

## Fauna
Der Riu Valira ist der Lebensraum zweier Forellenarten, des Fischotters und anderer Tierarten.